# Atharsus nigricauda
Atharsus nigricauda là một loài bọ cánh cứng trong họ Cerambycidae.